# Фицрой, Огастес, 3-й герцог Графтон
Огастес Генри Фицрой 3-й герцог Графтон (англ. Augustus FitzRoy, 3rd Duke of Grafton; 28 сентября 1735 — 14 марта 1811) — английский аристократ и государственный деятель, премьер-министр Великобритании с 14 октября 1768 по 28 января 1770 года.
Между 1747 и 1757 годами Огастес Фицрой был известен как граф Юстон и был британским государственным деятелем партии вигов Георгианской эры. Он был одним из немногих герцогов, которые были премьер-министрами.

## Биография

### Семья
Родился 28 сентября 1735 года в Лондоне. Старший сын лорда Огастеса Фицроя (1716—1741) и Элизабет Косби (? — 1788), дочери полковника Уильяма Косби, который служил губернатором колонии Нью-Йорк. Отец Огастеса был третьим сыном 2-го герцога Графтона и леди Генриетты Сомерсет, через которую Фицрой был правнуком и 1-го герцога Графтона и маркиза Вустера. Огастес был также потомком короля Карла II и 1-й герцогини Кливленд. Его младший брат был 1-м бароном Саутгемптоном. После смерти дяди в 1747 году он стал графом Юстоном как прямой наследник деда.
Лорд Юстон учился в Вестминстерской Школе и получил степень в Питерхаусе, Кембридж.
29 января 1756 он женился на достопочтенной Анне Лидделл (1737 — 24 февраля 1804), дочери 1-го барона Рейвенсуорта (1708—1784), и Энн Дельм (1712—1794). Они имели трёх детей:
- Леди Джорджиана Фицрой (8 мая 1757 — 18 января 1799), жена Джона Смита (1748—1811).
- Джордж Генри Фицрой, 4-й герцог Графтон (1760—1844)
- Генерал лорд Чарльз Фицрой (14 июля 1764 — 20 декабря 1829), военный и политик.

Герцог и герцогиня Графтон развелись согласно парламентскому акту в 1769 году. 24 июня 1769 года герцог женился второй раз на Элизабет Ротсли (1 ноября 1745 — 25 мая 1822), дочери сэра Ричарда Ротсли, 7-го баронета (1721—1769), и леди Мэри Левесон-Гоуэр (1717—1778). Они имели следующих детей:
- Лорд Генри Фицрой (9 апреля 1770 — 7 июня 1828), священнослужитель; женился на Каролине Пигот (умерла 1 января 1835) 10 сентября 1800, имел пять детей.
- Лорд Фредерик Фицрой (род. 16 сентября 1774), умер в детстве
- Леди Августа Фицрой (1779 — 29 июня 1839), жена Джорджа Тавела (умер в 1829).
- Леди Фрэнсис Фицрой (1 июня 1780 — 7 января 1866), жена с 25 ноября 1800 года барона Черчилля.
- Адмирал Лорд Уильям Фицрой (1 июня 1782 — 13 мая 1857), который женился на Джорджиане Райкес (умерла 2 декабря 1861) и имел с ней двух детей.
- Лорд Джон Эдвард Фицрой (24 сентября 1785 — 28 декабря 1856), член парламента, умер холостым.
- Леди Шарлотта Фицрой (умерла 23 июня 1857)
- Леди Элизабет Фицрой (умерла 13 марта 1839), жена кузена — генерал-лейтенанта Уильяма Фицроя (1773—1837), сына Чарльза Фицроя, 1-го барона Саутгемптон.
- Леди Изабелла Фицрой (умерла 10 декабря 1866), которая в 1812 году вышла замуж за Баррингтона Поупа Блэкфорда (1783—1816).

## Политическая карьера
В 1756 году Огастес Фицрой стал членом парламента от «карманного местечка» Боробридж. Несколько месяцев спустя он был избран в палату общин от Бери-Сент-Эдмундс, которым управляла его семья. Однако через год его дедушка умер, и Огастес стал 3-м герцогом Графтоном и вошёл в палату лордов.
Он стал известным как противник лорда Бьюта, фаворита короля Георга III. Графтон вступил в союз с герцогом Ньюкасла против Бьюта, который недолго был в должности премьер-министра.
В 1765 году герцог Графтон был назначен тайным советником; затем секретарём Северного департамента в первом кабинете маркиза Рокингема. Однако он покинул его в следующем году, и Питт (к тому времени граф Четэм) сформировал министерство, в котором Графтон был Первым лордом казначейства.
Из-за болезни Четэма в конце 1767 года  Графтон стал подлинным лидером правительства, но политические раздоры и нападки в «Письмах Юниуса» привели к его отставке в январе 1770 года. В 1768 году герцог Графтон стал Канцлером Кембриджского Университета, а также Лордом-хранителем Малой печати в кабинете лорда Норта (1771), но ушёл в отставку в 1775 году, будучи сторонником примирительной политики по отношению к американским колониям. Во втором кабинете Рокингема в 1782 году Графтон снова был Лордом-хранителем Малой печати.

## Память
Округ Графтон в Нью-Гэмпшире, США, назван в его честь, как и город Графтон в Новом Южном Уэльсе, Австралия.